# 山波宏
山波 宏（やまなみ ひろし、1938年3月15日 - ）は、日本の俳優。勝木プロに所属していた。東映ニューフェイス6期生。

## 出演作品

### テレビドラマ
- 戦国群盗伝 第25話（1965年）
- 鉄道公安36号
  - 第107話「面影」（1965年）
  - 第114話「石ころと宝石」（1965年）
  - 第130話「怒りの手錠」（1965年）
  - 第174話「おとり」（1966年）
- 特別機動捜査隊
  - 第206・207話「大都会 前後編」（1965年）
  - 第294話「失われた道」（1967年）
  - 第335話「死の手錠」（1968年）
  - 第481話「追憶の街」（1971年）
  - 第621話「日本刀を斬る」（1973年）
- 源義経（1966年） - 上総太郎忠重
- あゝ同期の桜 第9話「三本の林檎の樹」（1967年）
- 遠山の金さん（1967年） - 遠山金之丞
- 幕末姉妹（1968年）
- 竜馬がゆく 第25話（1968年） - 土佐藩小監察 ※山波広騎名義
- 風来坊 第3話（1968年）
- 帰ってきたウルトラマン 第27話「この一発で地獄へ行け!」（1971年） - 東三郎 ※山波ひろし名義
- 大忠臣蔵（1971年） - 武士
- 徳川おんな絵巻 第17話「十八年目の浮気」・第18話「女上位の天国」（1971年） - 新之助
- 人形佐七捕物帳 第23話「悲恋短冊」（1971年） - 河村多聞
- スーパーロボット レッドバロン 第9話「霧のウラン鉱争奪戦」（1973年） - 鉄面党幹部
- 大江戸捜査網 第210話「女刺青師怒りの恨み節」（1977年）
- 必殺仕事人 第70話「慕い技神輿暴れ突き」（1980年） - 邦枝